# サンズエンタテインメント
株式会社サンズエンタテインメント（英文社名：SUNS ENTERTAINMENT Inc.）は、東京都渋谷区に本社を置く日本の芸能プロダクション。2005年3月設立。前身は「有限会社サンズ」。

## 沿革・概要
- 1993年 - イエローキャブの関連会社として「有限会社サンズ」を設立[1]。
- 2004年11月 - 当時イエローキャブの社長を務めていた野田義治が経営上のトラブルで社長職を辞任。それに伴い、自身が筆頭株主であった「有限会社サンズ」へタレント数名を引き連れて独立することとなった[2]。それ以降、イエローキャブとは完全に距離を置いており、資本及び人的関係は一切なく、東洋コンツェルンの傘下からも外れた[3]。
- 2005年3月 - 「有限会社サンズ」から「株式会社サンズエンタテインメント」に社名変更し[1]、事務所を東京都港区赤坂2-13-12 赤坂AYビル3Fから東京都渋谷区渋谷1-10-10 アールエフビル（ミヤマスタワー）5Fへ移転。
- 2007年1月 - ソリッドグループホールディングスとエンタテインメント事業部門で提携し、「株式会社ソリッドサンズエンタテインメント」を設立。しかし、ソリッドグループホールディングスや、その親会社ソリッドアコースティックスの経営不振により2007年5月末日に解散することとなった。
- 2009年 - 代表取締役であった野田義治は会長に、副社長であった小森みゆきが代表取締役に就任。また同年限りで、イエローキャブ時代から続けていた芸能人女子フットサルチーム「carezza」が解散することとなった。その一方で、所属タレントであった小桜セレナが自身のブログに「出演料が正当に支払われていない仕事がある」と事務所に不信感を抱く内容を掲載し波紋を呼んだ[4]。
- 2016年6月 - 本社を東京都港区北青山2-7-26 メゾン青山1005へ移転。
- 2024年1月15日 - 同日付で新体制への移行を発表する。所属タレント・スタッフおよびマネジメント業務を新会社「株式会社Thanks」に移管。小森みゆきが同社の代表取締役を務める。サンズエンタテインメントはそのまま残り、野田のプロデュース業務のみを行う事務所となる。

## 所属タレント（Thanks!）
※2025年1月現在。

### 女性タレント
- 雛形あきこ（業務提携、所属：株式会社hina）
- はるな愛
- 富田麻帆（業務提携）
- ドーキンズ英里奈
- かとうれいこ
- 南まりか
- 竹内麗
- 沖なつ芽
- 倉河奈央
- 渡部瑞貴

### 男性タレント
- 南圭介
- 佐々木道成
- 宮瀬隼
- 富田黎
- 辻よしなり（業務提携、所属：有限会社ツジ・プランニング・オフィス）
- 石川和男 - 政策アナリスト（業務提携）
- ボグダン・パルホメンコ - ウクライナ出身の経営者、コメンテーター（業務提携）

## かつて所属していたタレント

### サンズエンタテインメント
- 朝日梨帆
- 芦田美歩
- 亜矢乃
- 亜里沙
- 安藤盟
- 石川沙織
- 市原佑梨
- 伊藤あい
- 伊藤優衣
- 伊藤由夏
- 五十嵐りさ
- 井坂綾
- 井本みさお
- 岩下かなこ
- 岩本ありす
- 内田亜紗香
- 内海啓貴
- 太田彩乃
- 大塚聖捺
- 大日方理咲
- 大山なつ
- 岡田サリオ
- 尾関美穂
- 加賀野泉
- 金子ルナ
- 河辺瞳
- 川村ひかる
- 北村匡平
- 工藤あさぎ
- 倉橋沙由梨
- 胡桃沢ひろこ
- 小桜セレナ
- 小島くるみ
- 小菅怜衣
- 小林恵美
- 小林ユリ
- 小松みゆき
- 古村比呂
- コロ
- 早乙女ゆう
- 佐々木征史
- 定平佳子
- 佐藤聖羅 - 元SKE48
- さな
- ジン・デヨン
- 鈴木来海
- 瀬戸早妃
- 芹沢尚哉
- 大門裕明
- 太宰美緒
- 鷹
- 高橋千佳
- 滝ありさ
- 竹内実生
- 田中かおり
- 田中日南乃
- 綱島恵里香
- 坪井安奈
- 豊田真希
- 中谷萌
- 西川綾
- 西原杏澄
- 橋爪ヨウコ
- 長谷川桃
- 秦礼子
- 初沢美沙都
- 平山奈美
- 深井渚
- 福澤重文
- 藤田侑
- 渕上彩夏
- 古川りか
- まこと
- ますきあこ
- 松井絵里奈
- 松田芙由香
- 松本真央
- mica
- 三井彩加
- 水瀬美香
- 皆戸麻衣
- 峯秀斗
- MEGUMI
- 元木あき
- 森田成美
- 諸岡愛美
- 矢崎希菜
- 山岡良美
- 山咲あい
- 山田まりや
- 湯本美咲
- 楪望
- 吉川春菜
- 吉田智則
- 吉野ももみ
- 渡辺万美

### サンズ
- 愛沢ともこ
- 上野未来
- 小池栄子
- 小谷みさこ
- 佐々木絵美子
- 仲村瑠璃亜
- 西野妙子
- 三宅えみ
- 村田洋子
- 森ひろこ
- 玲奈